# Iñaki Astiz
Iñaki Astiz Ventura (Pamplona, España, 5 de noviembre de 1983) es un exfutbolista y entrenador español, que jugaba en la demarcación de defensa. Actualmente se desempeña como director técnico asistente en el Legia de Varsovia de la Ekstraklasa polaca. 

## Carrera
Iniciado desde joven en el fútbol base de su ciudad natal, Astiz jugó más de 132 partidos con el Osasuna B antes de marcharse como cedido al Legia de Varsovia de la Ekstraklasa, máxima categoría del fútbol polaco. Durante la primera vuelta del campeonato fue designado como uno de los mejores defensas centrales de la liga, ayudando activamente al club varsoviano a alzar su duodécima Copa de Polonia y contribuyendo a que el conjunto de la capital finalizase segundo por detrás del Wisła Cracovia en la temporada 2007/08.
Astiz regresó al Osasuna en junio de 2008 solo para fichar inmediatamente por el Legia para las próximas cinco temporadas. No obstante, el equipo navarro se reservó la posibilidad de recomprar al jugador a partir de las dos primeras temporadas en Polonia, convirtiéndose en el primer español en disputar dicha competición. Sus buenas actuaciones en defensa le hicieron renovar el contrato por dos años más, antes de marcharse definitivamente al APOEL Nicosia FC de la Primera División de Chipre por dos temporadas.
Hizo su debut con el conjunto chipriota el 14 de julio de 2015, en un empate 0-0 en casa contra el FK Vardar para la segunda ronda de clasificación de la Liga de Campeones de la UEFA 2015-16. Astiz anotó su primer gol para su nuevo equipo el 12 de diciembre de 2016, en la victoria en casa por 2-1 sobre el Anorthosis Famagusta. Concluido su contrato con el APOEL, Iñaki Astiz regresó el 15 de agosto de 2017 al Legia Varsovia, firmando hasta junio de 2019 pero renovando paulatinamente su contrato hasta 2021. El 12 de julio de 2021, la directiva del club informó que Astiz permanecerá en el club varsoviano, jugando con el segundo equipo en la III Liga hasta 2022.

## Palmarés
APOEL Nicosia FC
- Primera División de Chipre (2): 2015/16, 2016/17

Legia de Varsovia
- Ekstraklasa (5): 2012/13, 2013/14, 2017/18, 2019/20, 2020/21
- Copa de Polonia (6): 2008/09, 2011/12, 2012/13, 2014/15, 2015/16, 2017/18
- Supercopa de Polonia (1): 2008